# Thorvald Mule
Mogens Thorvald Mule (21. marts 1823 i København – 6. december 1877 sammesteds) var en dansk billedhugger.
Mule var elev af Herman Wilhelm Bissen og udstillede fra 1842-74 en del statuer og relieffer; af hans større arbejder er gruppen Den gode Hyrde (1869) det mest vellykkede; ved siden af sådanne ting udførte han flere kønne småfigurer i kallipasta og skar en del kaméer i konkylie. For de to store porcelænsfabrikker og for Ipsens terrakottafabrik, af hvilken sidste han en tid var kunstnerisk leder, modelerede han adskillige kopier efter Bertel Thorvaldsen; fra 1872 til sin død forestod han for egen regning en kallipastafabrik. Mule gjorde meget for at samle københavnske kunstnere i en selskabelig forening og var en initiativtagerne til oprettelsen af Kunstnerforeningen af 18. november.